# Doninha-de-nuca-branca
A Doninha-de-nuca-branca (Poecilogale albinucha), o único membro do género Poecilogale, é uma pequena doninha preta e branca nativa da África Subsariana. É muito parecida com o Zorrilho Africano, mas é mais estrita e tem o pelo curto. É muito elegante, de cor preta com uma cauda branca e quatro listas brancas que lhe descem pelas costas. Tem, em média, 50 centímetros de comprimento, incluindo a sua cauda de aproximadamente 20 centímetros.
A Doninha-de-nuca-branca vive em florestas, zonas húmidas, e prados. É um caçador nocturno, caça pequenos mamíferos, pássaros e répteis. A doninha mata as suas presas, utilizando o seu corpo, com chicotadas e pontapés, fazendo uso do seu fino, flexível e corpo musculado para atordoar e rasgar a presa. Às vezes guarda as presas na sua toca em vez de as comer imediatamente. Tal como o gambá e a doninha fedorenta, a doninha expele um fluido nocivo a partir das suas glândulas anais quando se sente ameaçada.
A doninha é geralmente solitária, mas já foram encontrados indivíduos a compartilhar tocas.